# Biza chinai
Biza chinai är en insektsart som beskrevs av Kramer 1962. Biza chinai ingår i släktet Biza och familjen dvärgstritar. Inga underarter finns listade i Catalogue of Life.